# Barbara Maveau
Barbara Maveau, née le 16 février 1987 à Roulers, est une athlète belge, spécialiste des courses de demi-fond.

## Carrière
Barbara Maveau est médaillée de bronze du 3 000 mètres aux Championnats d'Europe juniors d'athlétisme 2005 ainsi qu'aux Championnats du monde juniors d'athlétisme 2008.
Au niveau national, elle obtient la médaille d'or du 5 000 mètres aux Championnats de Belgique d'athlétisme 2016.